# Оскар Глух
Оскар Глух (івр. אוסקר גלוך, нар. 1 квітня 2004, Реховот) — ізраїльський футболіст, півзахисник  клубу «Аякс» (Амстердам) та  національної збірної Ізраїлю.

## Клубна кар'єра
Глух народився в Реховоті в сім'ї Максима, який іммігрував з Росії у віці 13 років. Глух в юності займався бойовими мистецтвами, а батько тренував його в карате. В п'ять років почав грати в клубі «Маккабі» (Шаараїм), а наступного року приєднався до академії «Маккабі» (Тель-Авів). У віці 14 років «Маккабі» (Хайфа) спробував підписати з ним контракт, але Глух і його батько вирішили за краще залишитися в Тель-Авіві.
22 серпня 2021 року Глух дебютував у основній команді «Маккабі» (Тель-Авів), вийшовши на заміну в матчі Кубка Тото проти «Хапоеля» (Єрусалим), замінивши на 62 хвилині Матана Хозеза.
11 квітня 2022 року, у 29-му турі сезону 2021/22, дебютував у Прем'єр-лізі у грі проти «Маккабі» з Хайфи (1:1), і в цій же грі забив свій дебютний гол.

## Виступи за збірні
Виступав за юнацькі збірні Ізраїлю до 16, до 18 та до 19 років. З останньою брав участь у юнацькому чемпіонаті Європи 2022 року в Словаччині, де зіграв у всіх п'яти матчах на турнірі і забив три голи, в тому числі один у фіналі з Англією. Ізраїльтяни програли той матч 1:3 у додатковий час, ставши віце-чемпіонами Європи і вперше у своїй історії кваліфікувались на молодіжний чемпіонат світу 2023 року.
З літа 2022 року став виступати за молодіжну збірну Ізраїлю.

## Титули і досягнення
- Чемпіон Австрії (1):

«Ред Булл»: 2022-23